# Lomas de Zamora
Lomas de Zamora, llamado «Lomas» por sus habitantes, es una ciudad de Argentina ubicada en la zona suroeste del Gran Buenos Aires, a unos 17 kilómetros desde el microcentro de la Capital Federal. Es la cabecera del partido homónimo, Fue fundada en 1861 por Victorio Grigera con el nombre de Pueblo de la Paz, pero en 1910 cambió su denominación a la actual.

## Geografía

### Ubicación
Limita al norte con Ingeniero Budge y Villa Albertina, siendo divisoria las calles Urunday e Intendente Felipe Castro. Al noreste con Banfield y Villa Centenario, siendo divisoria en ambos casos las calles Las Heras/Gallo. Al este también con Banfield, siendo divisoria las calles Pres. Quintana, Pedernera y Belisario Roldán. Al sur con Temperley y Llavallol, siendo en ambos casos divisoria la calle Avenida Garibaldi. Al oeste limita con el partido de Esteban Echeverría, siendo divisoria la Ruta Provincial 4 o Camino de Cintura y el Arroyo Santa Catalina.

## Economía
El centro comercial es el más importante del partido[cita requerida] y el segundo distrito más poblado de la zona del conurbano bonaerense, después de La Matanza. La calle peatonal Laprida concentra la mayor parte de los negocios. En esa zona se asientan también la estación de ferrocarril, la Municipalidad, la Catedral Nuestra Señora de La Paz y la plaza principal Victorio Grigera.

## Deportes
Lomas de Zamora cuenta con el Club Atlético Los Andes, fundado el 1 de enero de 1917. Es el equipo más notable y actualmente juega en la Primera B Nacional, segunda máxima categoría del fútbol argentino. Participó por última vez de la Primera División en el año 2001 y cuenta con 3 títulos nacionales de ascenso: 1 de Segunda División y 2 de Tercera División.
También se encuentra el Lomas Athletic Club, este es reconocido por su rica historia y participación en diversos deportes, se destaca por ser socio fundador de varias entidades deportivas, por ser el primer campeón múltiple del fútbol argentino y el primer campeón de rugby.

## Vías de comunicación
Varias líneas de colectivos recorren la ciudad y la unen con la Ciudad de Buenos Aires u otras localidades de la zona. También circulan por la ciudad dos líneas de trenes, una local cuya ruta se inicia en Plaza Constitución y finaliza en Glew, Korn, Ezeiza o Bosques y otra con destinos turísticos como Mar del Plata o Necochea.

## Infraestructura yboominmobiliario
A partir de la década de 2000, la ciudad observó un auge en la construcción de viviendas. En pocos años se construyeron cerca de 200 torres, algunas cercanas a los 100 metros de altura. Se estableció una zona denominada «Lomitas» o «Las Lomitas», donde se radicaron bares, restaurantes y diferentes negocios de servicios. Estaba prevista la construcción de un hotel de 4 estrellas en el centro de la ciudad, que se inauguraría en 2013 y que sería el primero de estas características en la zona sur del Gran Buenos Aires, pero el proyecto fue suspendido indefinidamente. Para los vecinos de la región resultaba sospechoso que un hotel de tal magnitud y categoría se ubicara en ese lugar, dado que no es un lugar estratégico. 
La oposición al entonces intendente Martín Insaurralde denunció en ese momento que existían escasos controles para la edificación, ausencia de planificación y contratación de obreros en condiciones de precariedad.

## Ciudades hermanadas
- Adana, Turquía.
- Ibagué, Colombia.
- Rocca Imperiale, Italia.